# Estoril Open 1998 - Qualificazioni singolare maschile
Le qualificazioni del singolare maschile dell'Estoril Open 1998 sono state un torneo di tennis preliminare per accedere alla fase finale della manifestazione. I vincitori dell'ultimo turno sono entrati di diritto nel tabellone principale. In caso di ritiro di uno o più giocatori aventi diritto a questi sono subentrati i lucky loser, ossia i giocatori che hanno perso nell'ultimo turno ma che avevano una classifica più alta rispetto agli altri partecipanti che avevano comunque perso nel turno finale.
Le qualificazioni del torneo Estoril Open 1998 prevedevano 32 partecipanti di cui 4 sono entrati nel tabellone principale.

## Teste di serie
1. Juan Antonio Marín (Qualificato)
2. Emilio Benfele Álvarez (primo turno)
3. Alberto Martín (Qualificato)
4. Francisco Roig (secondo turno)

1. Attila Sávolt (secondo turno)
2. Jose Imaz-Ruiz (Qualificato)
3. Jean-Baptiste Perlant (secondo turno)
4. Joaquín Muñoz Hernández (Qualificato)

## Qualificati
1. Juan Antonio Marín
2. Joaquín Muñoz Hernández

1. Alberto Martín
2. Jose Imaz-Ruiz

## Tabellone

### Legenda
| - Q = Qualificato - WC = Wild card - LL = Lucky loser | - ALT = Alternate - SE = Special Exempt - PR = Protected Ranking | - w/o = Walkover - r = Ritirato - d = Squalificato |

### Sezione 1
|  | Primo turno        | Primo turno           | Primo turno           | Primo turno | Primo turno |  |  | Secondo turno | Secondo turno         | Secondo turno         | Secondo turno | Secondo turno |   |   | Ultimo turno | Ultimo turno       | Ultimo turno       | Ultimo turno | Ultimo turno |  |
|  |                    |                       |                       |             |             |  |  |               |                       |                       |               |               |   |   |              |                    |                    |              |              |  |
|  | 1                  | Juan Antonio Marín    | Juan Antonio Marín    | 6           | 6           |  |  |               |                       |                       |               |               |   |   |              |                    |                    |              |              |  |
|  |                    | Fernon Wibier         | Fernon Wibier         | 2           | 2           |  |  | 1             | Juan Antonio Marín    | Juan Antonio Marín    | 7             | 6             |   |   |              |                    |                    |              |              |  |
|  | Diego Hipperdinger | Diego Hipperdinger    | Diego Hipperdinger    | 6           | 6           |  |  |               | Diego Hipperdinger    | Diego Hipperdinger    | 5             | 3             |   |   |              |                    |                    |              |              |  |
|  | Jan Weinzierl      | Jan Weinzierl         | Jan Weinzierl         | 3           | 1           |  |  |               |                       |                       |               |               |   |   | 1            | Juan Antonio Marín | Juan Antonio Marín | 6            | 6            |  |
|  | Helder Lopes       | Helder Lopes          | Helder Lopes          | 6           | 6           |  |  |               |                       |                       | Helder Lopes  | Helder Lopes  | 0 | 0 |              |                    |                    |              |              |  |
|  | Bruno Fragoso      | Bruno Fragoso         | Bruno Fragoso         | 3           | 1           |  |  |               | Helder Lopes          | Helder Lopes          | 7             | 6             |   |   |              |                    |                    |              |              |  |
|  | 7                  | Jean-Baptiste Perlant | Jean-Baptiste Perlant | 6           | 6           |  |  | 7             | Jean-Baptiste Perlant | Jean-Baptiste Perlant | 6             | 4             |   |   |              |                    |                    |              |              |  |
|  |                    | Piet Norval           | Piet Norval           | 3           | 3           |  |  |               |                       |                       |               |               |   |   |              |                    |                    |              |              |  |

### Sezione 2
|  | Primo turno         | Primo turno             | Primo turno             | Primo turno | Primo turno |  |  | Secondo turno       | Secondo turno           | Secondo turno           | Secondo turno           | Secondo turno           |   |   | Ultimo turno | Ultimo turno        | Ultimo turno        | Ultimo turno | Ultimo turno |  |
|  |                     |                         |                         |             |             |  |  |                     |                         |                         |                         |                         |   |   |              |                     |                     |              |              |  |
|  |                     | Oscar Serrano-Gamez     | 3                       | 7           | 6           |  |  |                     |                         |                         |                         |                         |   |   |              |                     |                     |              |              |  |
|  | 2                   | Emilio Benfele Álvarez  | 6                       | 5           | 3           |  |  | Oscar Serrano-Gamez | Oscar Serrano-Gamez     | Oscar Serrano-Gamez     | 6                       | 6                       |   |   |              |                     |                     |              |              |  |
|  | Juan Carlos Ferrero | Juan Carlos Ferrero     | Juan Carlos Ferrero     | 6           | 6           |  |  | Juan Carlos Ferrero | Juan Carlos Ferrero     | Juan Carlos Ferrero     | 2                       | 1                       |   |   |              |                     |                     |              |              |  |
|  | Emanuel Couto       | Emanuel Couto           | Emanuel Couto           | 4           | 2           |  |  |                     |                         |                         |                         |                         |   |   |              | Oscar Serrano-Gamez | Oscar Serrano-Gamez | 1            | 3            |  |
|  | Andre Mota          | Andre Mota              | 6                       | 1           | 7           |  |  |                     |                         | 8                       | Joaquín Muñoz Hernández | Joaquín Muñoz Hernández | 6 | 6 |              |                     |                     |              |              |  |
|  | Aleksandar Kitinov  | Aleksandar Kitinov      | 0                       | 6           | 6           |  |  |                     | Andre Mota              | Andre Mota              | 6                       | 3                       |   |   |              |                     |                     |              |              |  |
|  | 8                   | Joaquín Muñoz Hernández | Joaquín Muñoz Hernández | 6           | 6           |  |  | 8                   | Joaquín Muñoz Hernández | Joaquín Muñoz Hernández | 7                       | 6                       |   |   |              |                     |                     |              |              |  |
|  |                     | Tiago Vinhas-Sousa      | Tiago Vinhas-Sousa      | 3           | 1           |  |  |                     |                         |                         |                         |                         |   |   |              |                     |                     |              |              |  |

### Sezione 3
|  | Primo turno            | Primo turno            | Primo turno            | Primo turno | Primo turno |  |  | Secondo turno | Secondo turno   | Secondo turno   | Secondo turno   | Secondo turno   |   |   | Ultimo turno | Ultimo turno   | Ultimo turno   | Ultimo turno | Ultimo turno |  |
|  |                        |                        |                        |             |             |  |  |               |                 |                 |                 |                 |   |   |              |                |                |              |              |  |
|  | 3                      | Alberto Martín         | Alberto Martín         | 6           | 6           |  |  |               |                 |                 |                 |                 |   |   |              |                |                |              |              |  |
|  |                        | Johannes Unterberger   | Johannes Unterberger   | 4           | 4           |  |  | 3             | Alberto Martín  | Alberto Martín  | 6               | 6               |   |   |              |                |                |              |              |  |
|  | Wayne Arthurs          | Wayne Arthurs          | Wayne Arthurs          | 6           | 7           |  |  |               | Wayne Arthurs   | Wayne Arthurs   | 3               | 4               |   |   |              |                |                |              |              |  |
|  | Roberto Carretero-Diaz | Roberto Carretero-Diaz | Roberto Carretero-Diaz | 2           | 5           |  |  |               |                 |                 |                 |                 |   |   | 3            | Alberto Martín | Alberto Martín | 6            | 6            |  |
|  | Sebastian Weisz        | Sebastian Weisz        | 6                      | 7           | 6           |  |  |               |                 |                 | Sebastian Weisz | Sebastian Weisz | 1 | 2 |              |                |                |              |              |  |
|  | Tom Vanhoudt           | Tom Vanhoudt           | 7                      | 6           | 4           |  |  |               | Sebastian Weisz | Sebastian Weisz | 6               | 6               |   |   |              |                |                |              |              |  |
|  | 5                      | Attila Sávolt          | 6                      | 6           | 7           |  |  | 5             | Attila Sávolt   | Attila Sávolt   | 1               | 2               |   |   |              |                |                |              |              |  |
|  |                        | Donald Johnson         | 4                      | 7           | 5           |  |  |               |                 |                 |                 |                 |   |   |              |                |                |              |              |  |

### Sezione 4
|  | Primo turno            | Primo turno            | Primo turno            | Primo turno | Primo turno |  |  | Secondo turno | Secondo turno       | Secondo turno       | Secondo turno  | Secondo turno |   |   | Ultimo turno | Ultimo turno       | Ultimo turno | Ultimo turno | Ultimo turno |  |
|  |                        |                        |                        |             |             |  |  |               |                     |                     |                |               |   |   |              |                    |              |              |              |  |
|  | 4                      | Francisco Roig         | Francisco Roig         | 6           | 6           |  |  |               |                     |                     |                |               |   |   |              |                    |              |              |              |  |
|  |                        | Tomáš Anzari           | Tomáš Anzari           | 1           | 0           |  |  | 4             | Francisco Roig      | Francisco Roig      | 2              | 4             |   |   |              |                    |              |              |              |  |
|  | Arnaud Di Pasquale     | Arnaud Di Pasquale     | Arnaud Di Pasquale     | 6           | 6           |  |  |               | Arnaud Di Pasquale  | Arnaud Di Pasquale  | 6              | 6             |   |   |              |                    |              |              |              |  |
|  | David Caballero Garcia | David Caballero Garcia | David Caballero Garcia | 2           | 2           |  |  |               |                     |                     |                |               |   |   |              | Arnaud Di Pasquale | 5            | 6            | 1            |  |
|  | Daniel Navas-Arranz    | Daniel Navas-Arranz    | Daniel Navas-Arranz    | 6           | 6           |  |  |               |                     | 6                   | Jose Imaz-Ruiz | 7             | 2 | 6 |              |                    |              |              |              |  |
|  | Andre Lopes            | Andre Lopes            | Andre Lopes            | 4           | 4           |  |  |               | Daniel Navas-Arranz | Daniel Navas-Arranz | 3              | 1             |   |   |              |                    |              |              |              |  |
|  | 6                      | Jose Imaz-Ruiz         | Jose Imaz-Ruiz         | 6           | 6           |  |  | 6             | Jose Imaz-Ruiz      | Jose Imaz-Ruiz      | 6              | 6             |   |   |              |                    |              |              |              |  |
|  |                        | João Cunha e Silva     | João Cunha e Silva     | 3           | 1           |  |  |               |                     |                     |                |               |   |   |              |                    |              |              |              |  |